# Yūji Ueda
Yūji Ueda (うえだ ゆうじ?, Ueda Yūji; Fukuoka, 15 giugno 1967) è un attore, doppiatore e cantante giapponese.

## Ruoli
- Rikuo, Lord Raptor e Jon Talbain in Darkstalkers: The Night Warriors, Night Warriors: Darkstalkers' Revenge e Vampire Savior: The Lord of Vampire
- Sanosuke Sagara in Kenshin - Samurai vagabondo
- Akito Tenkawa in Mobile Battleship Nadesico
- Brock (Takeshi) nelle serie e nei film di Pokémon
- Urien in Street Fighter III: 2nd Impact
- Shoma Sawamura in Rival Schools: United by Fate e Project Justice: Rival Schools 2
- Billy Lee Black in Xenogears
- Clift in Dragon Force II: Kamisarishi Daichi ni
- Vega in Street Fighter Alpha 3, Capcom vs. SNK: Millennium Fight 2000 e Capcom vs. SNK 2
- Blanka in Street Fighter Alpha 3, Capcom vs. SNK: Millennium Fight 2000, Capcom vs. SNK 2, Street Fighter IV, Street Fighter X Tekken, Street Fighter V, Hi Score Girl e Street Fighter 6
- Strider Hiryu in Marvel vs. Capcom: Clash of Super Heroes, Marvel vs. Capcom 2: New Age of Heroes, Ultimate Marvel vs. Capcom 3 e Teppen
- Jin Saotome in Marvel vs. Capcom: Clash of Super Heroes, Tech Romancer e Marvel vs. Capcom 2: New Age of Heroes
- Claude C. Kenny in Star Ocean: The Second Story e Star Ocean: The Second Story R
- Mugetsu in The Bouncer
- Horo Horo in Shaman King, Shaman King: Spirit of Shamans, Shaman King: Soul Fight, Shaman King: Funbari Spirits e Shaman King (serie animata 2021)
- Mic the Jaguar in Shaman King, Shaman King: Soul Fight, Shaman King: Funbari Spirits e Shaman King (serie animata 2021)
- Mr. Higsby, NumberMan e WackoMan in Mega Man NT Warrior e Mega Man NT Warrior Axess
- Keitaro Urashima in Love Hina
- Zappa in Guilty Gear XX, Guilty Gear Isuka, Guilty Gear: Dust Strikers, Guilty Gear Judgment e Guilty Gear Xrd -REVELATOR-
- Mr. Higsby e ColorMan.EXE in Mega Man Network Transmission
- Zolf J. Kimbly in Fullmetal Alchemist
- Krino Sandra e Lord Raptor in Namco X Capcom
- Joseph in Fullmetal Alchemist - The Movie: Il conquistatore di Shamballa
- Jean Havoc in Fullmetal Alchemist: Brotherhood
- Gigolo in Shin Megami Tensei: Devil Survivor Overclocked
- Hiroshi Sotomura in 100% Fragola
- Kappa in Ushio e Tora
- Shinobu Morita in Honey and Clover
- Lord Raptor in Project X Zone
- Richard Aiken in Resident Evil HD Remaster
- Ludwig in Bloodborne
- Sig. Jenkins in Earwig e la strega
- Lee Samson in Cowboy Bebop - Il film
- Yukichi Fukuzawa in Rise of the Rōnin
- Wakabayashi in Uzumaki